# Stiff Upper Lip
Stiff Upper Lip é o décimo quarto álbum de estúdio da banda australiana de rock AC/DC, lançado em fevereiro de 2000. O álbum foi produzido por George Young, irmão mais velho de Angus e Malcolm Young. O álbum é certificado de platina nos EUA por vendas superiores a 1.000.000 de cópias.

## Faixas
Todas as faixas escritas e compostas por Angus Young and Malcolm Young. 
| N.º | Título                     | Duração |  |
| 1.  | "Stiff Upper Lip"          | 3:34    |  |
| 2.  | "Meltdown"                 | 3:41    |  |
| 3.  | "House of Jazz"            | 3:56    |  |
| 4.  | "Hold Me Back"             | 3:59    |  |
| 5.  | "Safe in New York City"    | 3:59    |  |
| 6.  | "Can't Stand Still"        | 3:41    |  |
| 7.  | "Can't Stop Rock 'n' Roll" | 4:02    |  |
| 8.  | "Satellite Blues"          | 3:46    |  |
| 9.  | "Damned"                   | 3:52    |  |
| 10. | "Come and Get It"          | 4:02    |  |
| 11. | "All Screwed Up"           | 4:36    |  |
| 12. | "Give It Up"               | 3:54    |  |

## Créditos
- Brian Johnson - Voz
- Angus Young - Guitarra solo, backing vocals em "Hold Me Back"
- Malcolm Young - Guitarra rítmica, backing vocals, guitarra solo em "Can't Stand Still"
- Cliff Williams - Baixo
- Phil Rudd - Bateria